# Pentachlaena betamponensis
Pentachlaena betamponensis är en tvåhjärtbladig växtart som beskrevs av P.P. Lowry, T. Haevermans, J.-n. Labat och G.E. Schatz. Pentachlaena betamponensis ingår i släktet Pentachlaena och familjen Sarcolaenaceae. Inga underarter finns listade i Catalogue of Life.